# Liste der Mitglieder der Deutschen Akademie der Naturforscher Leopoldina/1866
Die Liste der Mitglieder der Deutschen Akademie der Naturforscher Leopoldina für 1866 enthält alle Personen, die im Jahr 1866 zum Mitglied ernannt wurden. Insgesamt gab es 13 neu gewählte Mitglieder.

## Mitglieder
| Nr.  | Name                                      | Beiname            | Geboren       | Aufnahme | Gestorben     | Bild                                      |
| ---- | ----------------------------------------- | ------------------ | ------------- | -------- | ------------- | ----------------------------------------- |
| 2057 | James Hunt                                | Linné II.          | 1833          | 10. Feb. | 29. Aug. 1869 |                                           |
| 2058 | Johann Friedrich Thilo Irmisch            | Brisseau-Mirbel    | 14. Jan. 1816 | 10. Feb. | 28. Apr. 1879 | Johann Friedrich Thilo Irmisch            |
| 2059 | Ernst August Hellmuth von Kiesenwetter    | Fabricius          | 5. Nov. 1820  | 10. Feb. | 18. März 1880 |                                           |
| 2060 | Matthias Trettenbacher                    | Sydenham VII.      | 10. Mai 1805  | 10. Feb. | 9. Juli 1881  |                                           |
| 2061 | Julius Adolph Stöckhardt                  | Agricola           | 4. Jan. 1809  | 24. Feb. | 1. Juni 1886  | Julius Adolph Stöckhardt                  |
| 2062 | Franz Georg Philipp Buchenau              | J. Jungius         | 12. Jan. 1831 | 24. Mai  | 23. Apr. 1906 | Franz Georg Philipp Buchenau              |
| 2063 | Christian Clemens August Léonhard Landois | Swammerdam II.     | 1. Dez. 1837  | 24. Mai  | 17. Nov. 1902 | Christian Clemens August Léonhard Landois |
| 2064 | Heinrich Adolph Meyer                     | Lichtenstein III.  | 11. Sep. 1822 | 6. Nov.  | 1. Mai 1889   |                                           |
| 2065 | Ferdinand Reich                           | Maskelyne          | 19. Feb. 1799 | 6. Nov.  | 27. Apr. 1882 | Ferdinand Reich                           |
| 2066 | Franz Seitz                               | Joh. Frank II.     | 15. Dez. 1811 | 6. Nov.  | 17. Apr. 1892 | Franz Seitz                               |
| 2067 | Matias Nieto Serrano                      | Caldera de Heradin | 24. Feb. 1813 | 6. Nov.  | 3. Juli 1902  | Nieto y Serrano                           |
| 2068 | Hermann Reinhard                          | W. F. Panzer       | 15. Nov. 1816 | 3. Dez.  | 10. Jan. 1892 |                                           |
| 2069 | Rudolph Günther                           | J. C. Renard       | 19. Apr. 1828 | 25. Dez. | 15. Feb. 1905 |                                           |